# Бакур I (цар Іберії)
Бакур (груз. ბაკურ) — цар  Кавказької Іберії з династії Аршакідів.
Відомий виключно з ранньосередньовічних грузинських літописів. Він був сином царя Ваче.